# Luna (cantora sul-coreana)
Park Sun-young (hangul: 박선영; hanja: 朴善英; rr: Bak Seon-yeong; MR: Pak Sŏn-yŏng; nascida em 12 de agosto de 1993), mais conhecida pelo seu nome artístico Luna (hangul: 루나), é uma cantora e atriz sul-coreana. Ela é popularmente conhecida por ser integrante do grupo feminino f(x). Luna fez sua estreia solo com o extended play (EP) Free Somebody, em 31 de maio de 2016.

## Carreira

### 2006–10: Começo da carreira e f(x)
Em 2006, S.M. Entertainment recrutou Luna após vê-la performando no program da SBS, "Truth Game." Luna mais tarde estreou como vocalista principal e dançarina líder no grupo feminino sul-coreana, f(x), em Setembro de 2009. Além das atividades com o grupo, Luna também fez várias aparições individuais. Em 2010, ela apareceu como membro regular por um período longo de tempo no programa Star King e ganhou o prêmio de Melhor Anunciante da SBS Entertainment Awards por suas aparições e esforço. No final do mesmo ano, Luna gravou a música "Let's Go" com parceiros da sua gravadora, Sungmin, Seohyun e Jong-hyun, com a finalidade de aumentar a participação do público no 2010 G-20 Seoul Summit. Ela lançou um dueto com Yesung do grupo sul-coreano Super Junior, "And I Love You", para a trilha sonora do drama da KBS2, The President, e um single solo chamado "Beautiful Day" que entrou para a trilha sonora do drama, Please Marry Me.

### 2011–15: Trabalhos solo
Em 2011, Luna foi convidada para fazer sua estréia no teatro, onde faria o papel de Elle Woods em Legally Blonde: The Musical. Em abril, ela se tornou apresentadora do programa The Show da MTV Korea junto com a Hyoseong do grupo Secret. No mesmo período ela entrou no elenco da série do TV Chosun intitulado Saving Mrs. Go Bong-shil, como a personagem Seo In-young, uma estudante universitária e filha mais nova do personagem principal. Foi a sua estréia em um seriado junto com Kim Kyu Jong do grupo SS501.

Em 2012, Luna apareceu em Immortal Songs 2 como concorrente, performando "I Can not Know" de Magma. Ela ficou em primeiro lugar por seu desempenho. No mesmo ano, lançou o dueto "It's Me" com Sunny de Girls Generation para a trilha sonora do seriado da SBS, To The Beautiful You e "It's Okay" para a trilha sonora de Cheongdam-dong Alice. No ano seguinte, Luna retornou ao teatro com o papel de Gabriella Montez para a versão coreana do High School Musical on Stage!. Ela também gravou duetos com os membros do Super Junior, Ryeowook para o musical e Kyuhyun para a trilha sonora do filme Os Croods, como também um single solo intitulado "U + Me", que foi usado como tema para o jogo Softmax TalesWeaver.

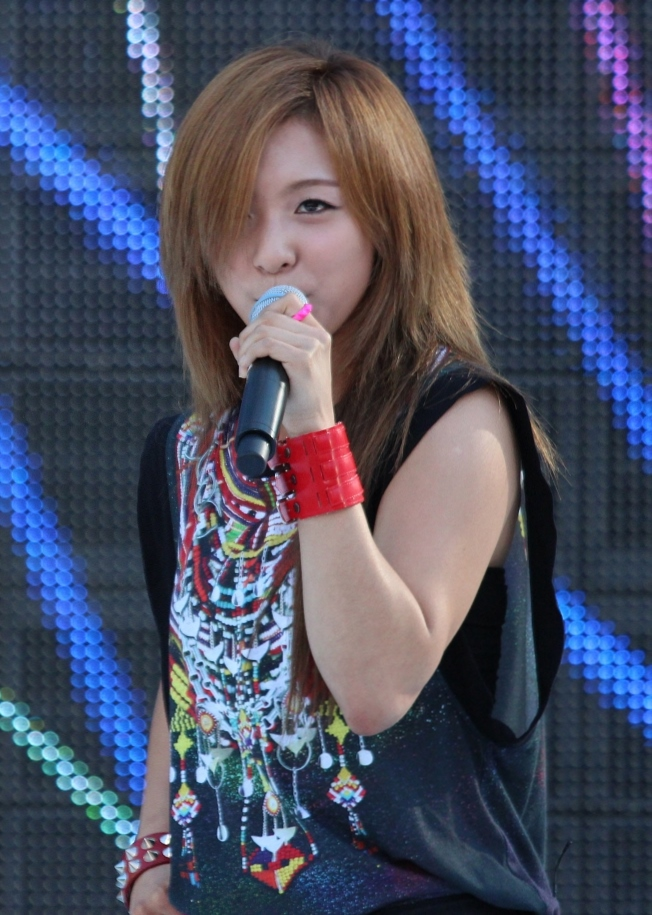
Luna se apresentando no M Super Concert 2012.

Em 2014, foi escolhida para participar de "Dream Drive", o single de estréia do grupo misto, Play The Siren. Em março, Luna foi confirmada como uma das apresentadoras do novo programa de dança da MBC Music, Dance Battle Korea. Ela também estrelou como Diana em School OZ, o primeiro musical em holograma da S.M. Entertainment. Estavam também no elenco Changmin, Key, Suho, Xiumin e Seulgi.
Em março de 2015, Luna anunciou que iria atuar na websérie, Jumping Girl, juntamente com os membros de Block B, U-Kwon e B-Bomb. Esta seria sua primeira vez fazendo a personagem principal em uma série. Logo depois, ela entrou no elenco como protagonista feminina principal no filme Thunderman's Secret. No mesmo ano, ela participou do King of Mask Singer da MBC e recebeu vários elogios por seu desempenho. Ela lançou no dia 10 de maio o single digital "Do Not Cry For Me", uma regravação da canção de sucesso de Lee Eun Ha de 1986, para agradecer aos fãs e espectadores do programa por apoiá-la. Luna também participou do especial de Ahn Chi Hwan para Immortal Song 2, e mostrou sua poderosa capacidade vocal com seu cover do clássico hit, "Salt Doll".
Foi anunciado em julho de 2015, que Luna seria Nina Rosario na versão coreana do musical da Broadway, In The Heights, que começou em setembro do mesmo ano e chegou ao fim em novembro. No final do ano, Luna colaborou com Ailee, Eunji de Apink e Solar de Mamamoo no SBS Gayo Daejun 2015 em um cover de "I'm Okay" de Jinju para a bloco Limited Edition I - Diva Together do programa.

### 2016–presente: Estreia solo

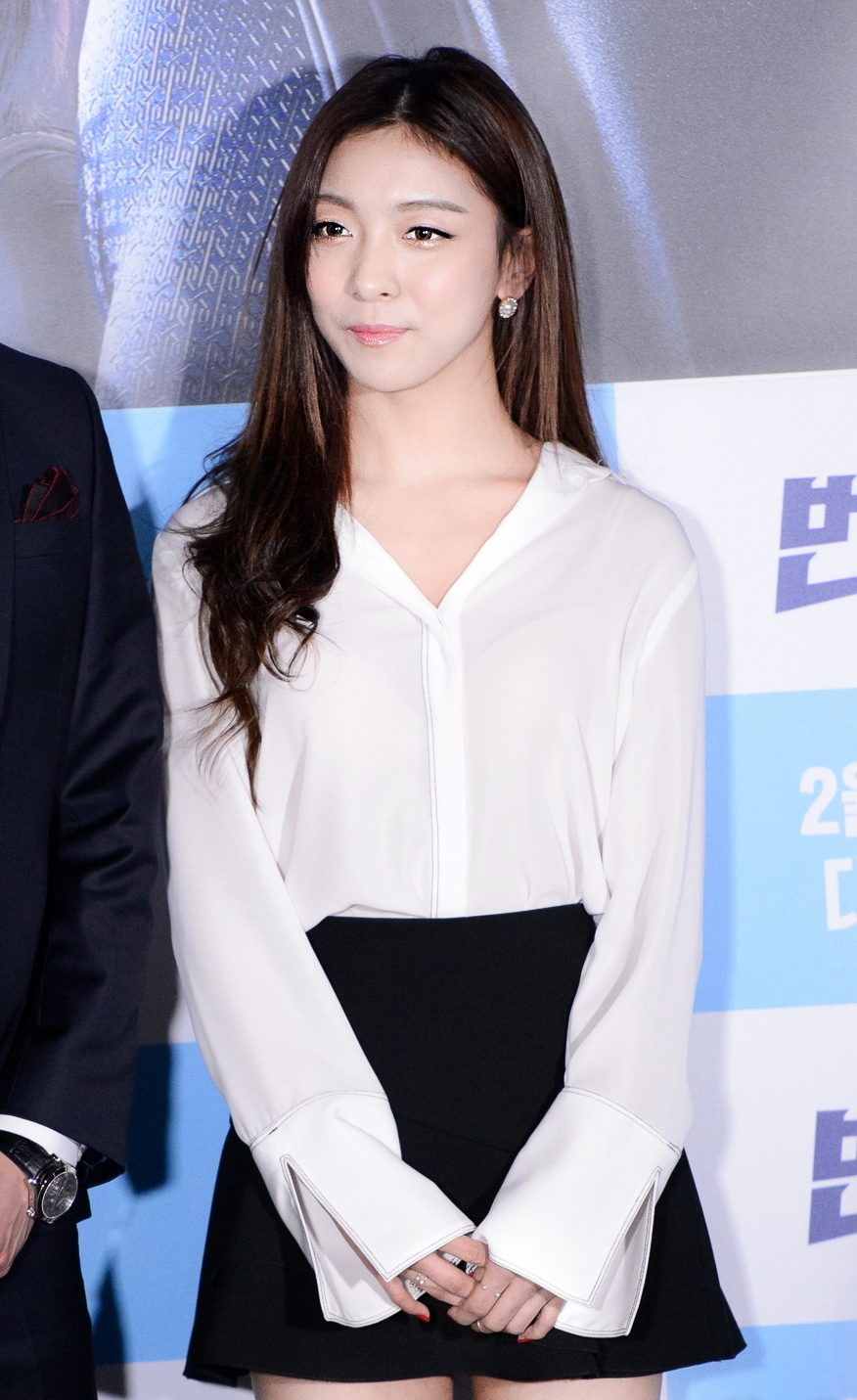
Luna na premiere do filme The Lightning Man's Secret em 2016.

Em abril de 2016, Luna se tornou apresentadora fixa do programa Get it Beauty da OnStyle TV. Em 6 de maio, lançou um single colaborativo com Amber, R3hab e Xavi & Gi, chamado "Wave", como parte do projeto da SM Station.
Ainda em maio, surgiu rumores que Luna iria fazer sua estreia como artista solo em meados de junho, o que acabou sendo confirmado em 26 de maio. No dia 31 de maio, Luna fez sua estréia solo com seu primeiro EP Free Somebody, composto por 6 músicas, incluindo a faixa-título de mesmo nome.
Ao longo de agosto, Luna repete seu papel como Nina em In The Heights em Tóquio. No mesmo mês, começou seu próprio canal no YouTube, o Luna's Alphabet, no qual ela faz vlogs duas vezes por semana. Em 2 de outubro, lançou outro single colaborativo com Amber, apresentando Ferry Corsten e Kago Pengchi, como parte da SM Station, intitulado "Heartbeat".  Em 16 de dezembro, Luna colaborou com Shin Yong-jae para lançar "It's You", também como parte do projeto SM Station. Em 30 de dezembro, Luna colaborou com Yesung, Sunny, Wendy e Seulgi de Red Velvet e Taeil e Doyoung do NCT e Lee Dong-woom em "Sound of Your Heart", a canção final de SM Station de 2016.
Em janeiro de 2017, foi confirmado que Luna entrou para o elenco do programa culinário Strong Girls, ao lado de Park Bo-ram, Cao Lu de Fiestar, Young-ji e Giant Pink. O primeiro episódio foi exibido no mesmo mês. Em 12 de janeiro, foi lançada uma canção colaborativa entre Luna, Junhyung de BEAST e Jeong Hyeong-don, intitulada "Tell Me It's Ok", para o programa Hitmaker. Também no mesmo dia, foi anunciado que Luna, Hani de EXID e Solar de Mamamoo iriam lançar uma canção colaborativa em 19 de janeiro, produzido por Park Geun-tae. Mais tarde foi revelado que o título da música seria "Honey Bee".

## Filantropia
Em fevereiro de 2017, Luna revelou uma coleção de roupas íntimas que ela projetou em colaboração com C'esttout chamado Girls Can Do Anything, onde os lucros seriam doados para a Korean Unwed Mothers' Families Association, uma organização que ajuda mães solteiras e suas famílias na Coréia do Sul. Também doou mais de 14 mil almofadas sanitárias para a associação, para aqueles que não conseguem pagar.

## Vida pessoal
Luna nasceu como Park Sun-Young, em Seul, Coreia do Sul em 12 de agosto de 1993. Ela tem uma irmã gêmea, seu nome é Park Jin-Young.
Em outubro de 2011, foi confirmado que ela foi aceita na Universidade Chung-Ang através de um processo de laminação especial de triagem de admissão.

## Discografia

### Extended plays(EPs)
| Título        | Detalhes do álbum                                                                                           | Maior posição nas paradas musicais | Maior posição nas paradas musicais | Maior posição nas paradas musicais | Vendas         |
| Título        | Detalhes do álbum                                                                                           | COR Gaon                           | TW                                 | EUA World                          | Vendas         |
| ------------- | --- | ---------------------------------- | ---------------------------------- | ---------------------------------- | -------------- |
| Free Somebody | - Lançamento: 31 de maio de 2016 - Gravadora: S.M. Entertainment, KT Music - Formatos: CD, download digital | 5                                  | 1                                  | 3                                  | - COR: 10,318+ |

### Singles
| Ano  | Álbum             | Canção                               | Duração | Notas                                |
| ---- | ----------------- | ------------------------------------ | ------- | ------------------------------------ |
| 2018 | Night Reminiscin’ | "Night Reminiscin’ (com Yang Da Il)" | 03:48   |                                      |
| 2016 | Free Somebody     | "Free Somebody"                      | 03:35   |                                      |
| 2015 | Don't Cry For Me  | "Don't Cry For Me"                   | 03:40   | King of Masked Singer special single |

### Como Artista Convidada
| Ano  | Canção        | Artista(s)                   | Álbum              | Duração | Colaboração                               |
| ---- | ------------- | ---------------------------- | ------------------ | ------- | ----------------------------------------- |
| 2009 | "Get Down"    | Shinee                       | 2009, Year of Us   | 03:03   | Com Key e Minho                           |
| 2014 | "Ten Years"   | Donghae & Eunhyuk            | Ride Me            | 03:52   |                                           |
| 2014 | "Dream Drive" | Play the Siren               | Dream Drive        | 03:52   |                                           |
| 2016 | "It Was Love" | Zico                         | Break Up 2 Make Up | 04:30   |                                           |
| 2016 | "Wave"        | Amber & Luna, R3hab & XaviGi | SM Station         | 03:04   | Com Amber featuring R3hab & XaviGi        |
| 2016 | "Heartbeat"   | Amber & Luna                 | SM Station         | 03:26   | Com Ferry Corsten e Kago Pengchi          |
| 2016 | "It’s You"    | Shin Yong-jae X Luna         | SM Station         | 04:06   | Com Shin Yong-jae                         |
| 2017 | "HonEy BEE"   | Luna, Hani & Solar           | HONEY BEE          | 03:20   | Com Hani e Solar. Produtor: Keun Tae Park |
| 2018 | "Lower"       | Amber & Luna                 | Sm Station         | 03:27   |                                           |

### Trilhas sonoras
| Ano  | Álbum                                               | Canção                            | Duração | Notas                     |
| ---- | --------------------------------------------------- | --------------------------------- | ------- | ------------------------- |
| 2009 | Invincible Lee Pyung Kang OST                       | "Hard but Easy"                   | 03:51   | Dueto com Krystal         |
| 2010 | Master of Study OST                                 | "Spread its Wings"                | 03:56   | Dueto com Krystal e Amber |
| 2010 | Cinderella's Sister OST                             | "Calling Out"                     | 04:22   | Dueto com Krystal         |
| 2010 | Please Marry Me OST                                 | "Beautiful Day"                   | 03:58   | Solo                      |
| 2010 | President OST                                       | "And I Love You"                  | 03:34   | Dueto com Yesung          |
| 2012 | To the Beautiful You OST                            | "It's Me"                         | 03:42   | Dueto com Sunny           |
| 2012 | Cheongdam-dong Alice OST                            | "It's Okay"                       | 03:34   | Solo                      |
| 2013 | Softmax Tales Weaver Episode 3 OST                  | "U+Me"                            | 04:26   | Solo                      |
| 2013 | High School Musical on Stage! Korean cast recording | "Start of Something New"          | 03:34   | Dueto com Ryeowook        |
| 2013 | The Croods OST                                      | "Shine Your Way" (Korean version) | 03:34   | Dueto com Kyuhyun         |
| 2015 | Kill Me, Heal Me OST                                | "Healing Love"                    | 04:12   | Dueto com Choi (LU:KUS)   |
| 2015 | The Merchant: Gaekju 2015 OST                       | "Only You"                        | 04:51   | Solo                      |
| 2015 | SBS Festival Awards Limited Addition 2015           | "I Will Survive"                  | 03:28   | Com Solar, Ailee e Eunji  |
| 2017 | Bad Thief, Good Thief OST Part.2                    | "Where Are You"                   | 04:14   | Solo                      |
| 2017 | The King Loves OST Part.5                           | "Could You Tell Me"               | 04:06   | Solo                      |
| 2018 | Should We Kiss First? OST Part.1                    | "Is It Love?"                     | 03:58   | Solo                      |

## Filmografia

### Filmes
| Ano  | Título                     | Personagem | Notas           |
| ---- | -------------------------- | ---------- | --------------- |
| 2015 | The Lightning Man's Secret | Han-na     | Papel Principal |

### Dramas
| Ano       | Título                     | Personagem   | Emissora  | Notas     |
| --------- | -------------------------- | ------------ | --------- | --------- |
| 2011-2012 | Saving Ahjumma Go Bong Sil | Seo In Young | TV Chosun |           |
| 2015      | Jumping Girl               | Nam Sang-ah  |           | Web-drama |

### Teatro musical
| Ano       | Título                        | Personagem       |
| --------- | ----------------------------- | ---------------- |
| 2011      | Legally Blonde                | Elle Woods       |
| 2011      | Coyote Ugly                   | Violet Sanford   |
| 2013      | High School Musical on Stage! | Gabriella Montez |
| 2014      | School OZ Hologram Musical    | Diana            |
| 2015-2016 | In the Heights                | Nina Rosario     |
| 2017      | 2017 Rebecca                  | Ich              |

## Prêmios
| Ano  | Prêmio                         | Categoria                           | Resultado |
| ---- | ------------------------------ | ----------------------------------- | --------- |
| 2010 | SBS Entertainment Awards       | Variety New Star Award (Star King)  | Venceu    |
| 2011 | MBC Idol Star 7080 Best Singer | Prêmio de Ouro (dueto com Alex Chu) | Venceu    |